# Frigécrème
Frigécrème est une marque de crème glacée, créée en 1934.

## Histoire
Frigécrème est créée en 1934 par la famille Decré, fondatrice des grands magasins Decré à Nantes.
À partir de 1973, Frigécrème sponsorise l'équipe cycliste Gitane-Frigécrème sur le Tour de France, avec pour leader Joop Zoetemelk.
En 1976, l'usine de Saint-Herblain, à côté de Nantes, produit 10 millions de litres de crèmes glacées.
En 1979, l'entreprise est vendue à BSN.
Quelques années plus tard, elle lance la vente de boules de glace toutes faites dans des capsules de plastique, en s'appuyant sur le slogan publicitaire les petites boules j'en suis maboule.
En 1986, Frigécrème est revendue à Ortiz-Miko
En 1994, Unilever rachète Miko et Frigécrème est intégrée à Cogesal, la division glaces et surgelés du groupe, qui possédait également Carte d'Or, Cornetto, Iglo, les glaces Motta et Vivagel.
L'usine de Saint-Herblain est détruite dans un incendie le 9 juin 1998 et non reconstruite.
Frigécrème est successivement absorbée par Unilever, par Ysco (en) en 2001 puis par le Grupo Kalise Menorquina (en) en 2008.